# Iggy Pop
James Newell Osterberg, Jr., más conocido por su nombre artístico Iggy Pop (Muskegon, Míchigan, 21 de abril de 1947), es un cantante, músico, compositor, actor y locutor de radio estadounidense. Se considera que contribuyó a crear nuevos géneros dentro del rock tales como el punk rock, el post-punk, la new wave, y se lo considera un icono que ha influido a varios músicos desde el inicio de los años 1970.
Fue el cantante y líder de The Stooges, una banda pionera de fines de los años 1960 y principio de la década de 1970, muy influyente en desarrollo del punk rock. La banda se hizo famosa por sus actuaciones en vivo, en donde Iggy bailaba e interpretaba las canciones histriónicamente y podía resultar lastimado por arrojarse encima del público.
Tuvo distintos grados de éxito en sus 25 años de carrera como solista. Sus canciones más conocidas son, entre otras, "Search & Destroy", "Lust for Life", "I'm Bored", "The Passenger", "I Wanna Be Your Dog", "Candy" y su versión de "Louie Louie". En 2010, Iggy junto con The Stooges fue incluido en el Salón de la Fama del Rock and Roll. Además, ha sido nominado a dos premios Grammy, en las categorías de mejor interpretación de hard rock por la canción "Cold Metal" en 1989 y mejor álbum de música alternativa por Post Pop Depression de 2017.

## Primeros años

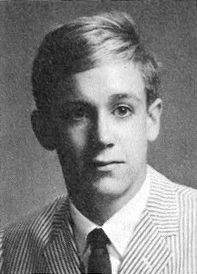
Osterberg en 1965.

James Newell Osterberg Jr. nació en Muskegon, Míchigan, hijo de Louella Christensen (1917–1996) y James Newell Osterberg (1921–2007), este último un maestro de inglés y entrenador de béisbol de la Fordson High School en Dearborn, Míchigan. Osterberg fue criado en un área de remolques en Ypsilanti, Míchigan. Posee ascendencia germana, inglesa e irlandesa por parte de su padre, y noruega y danesa por parte de su madre. Su padre fue adoptado por una familia sueca y tomó el apellido Österberg.
Desde pequeño fue un ávido fanático de la música y se interesó por la batería. El músico afirmó en una entrevista años más tarde que en su adolescencia se convirtió en un "estudiante informal de música", obsesionándose con sus diferentes formas. Sus padres fueron condescendientes con él y, aunque no tenían mucho dinero, le regalaron un kit de batería y le brindaron todo el apoyo posible para que aprendiera la correcta ejecución del instrumento. Incluso le entregaron su cuarto en el remolque en el que vivían, pues el kit de batería era tan grande que no cabía en ningún otro lugar. En una entrevista para la revista Rolling Stone en 2007, Iggy Pop explicó su relación con sus padres y el papel que ellos desempeñaron en su relación con la música desde sus primeros años:

Cuando entré a la escuela en Ann Arbor, compartía clases con el hijo del presidente de la Ford Motor Company y con otros chicos distinguidos y ricos. Pero yo tenía una riqueza que los vencía a todos: tenía la gran inversión que mis padres hicieron en mí. Me ayudaron a explorar todo lo que me interesaba. Esto culminó con su evacuación del dormitorio principal en el remolque, porque esa era la única habitación lo suficientemente grande para albergar mi batería. Mis padres me dieron su habitación.

## Carrera musical

### Inicios: 1960-1967

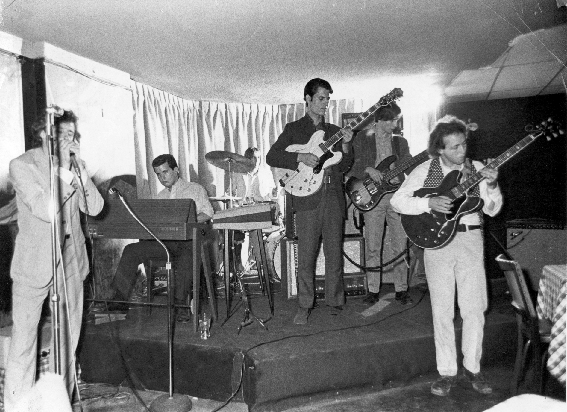
The Prime Movers con Iggy Pop en la batería.

Osterberg empezó en el mundo de la música como baterista en varias bandas de instituto, entre ellas The Iguanas, donde recibió su nombre artístico "Iggy". Más adelante integró la banda The Prime Movers junto a los hermanos Dan y Michael Erlewine. Gran fanático del blues, abandonó la Universidad de Míchigan y se trasladó a Chicago para aprender más del género. En dicha ciudad tocó en algunos clubes nocturnos, ayudado por Sam Lay (miembro de Paul Butterfield Blues Band), músico que compartía los mismos gustos musicales de Iggy. Inspirado por el blues de Chicago y por bandas como The Sonics, MC5 y The Doors, Iggy formó una banda llamada Psychedelic Stooges y pasó de la batería al micrófono. La banda estaba conformada por Iggy en las voces, Ron Asheton en la guitarra, Scott Asheton en la batería y Dave Alexander como bajista. Tocaron su primer concierto en una fiesta de Halloween en una casa en Detroit, Míchigan, donde algunos miembros de MC5 estuvieron presentes.

### The Stooges: 1968-1974
Iggy Pop definió su personalidad escénica tras ver un recital de The Doors en 1967 en la Universidad de Míchigan y quedar sorprendido por la personalidad encantadora y a la vez antipática de Jim Morrison. El comportamiento extremo de Morrison en tarima inspiró al joven Iggy a darlo todo en el escenario. Otras de sus primeras influencias fueron Mick Jagger y James Brown, cantantes con una notable puesta en escena también. Iggy fue el primer cantante que practicó el stage diving o arrojarse hacia el público, algo que realizó por primera vez en un concierto en Detroit. Iggy, que tradicionalmente da sus conciertos con el torso desnudo, también practicaba otros trucos en escena como rodar sobre vidrios rotos y exponerse ante la multitud.

Estuve en dos conciertos de The Doors. El primero de ellos fue una influencia muy grande para mi. Acababan de tener su gran éxito, "Light My Fire" y el álbum habían despegado... Así que, ahí estaba este tipo, drogado, vestido de cuero con el pelo engrasado y rizado. El escenario era pequeño y realmente bajo. Luego el tipo se puso conflictivo. Me pareció muy interesante. Me encantó su rendimiento... una parte de mí me decía: "Vaya, es genial. Realmente está cabreando a la gente, está haciendo enfadar a estos tipos". También pensé: "Si tienen un disco exitoso y pueden hacer lo que quieran en los conciertos, entonces no tengo ninguna maldita excusa para no salir al escenario con mi banda".

Adicional a la influencia de Jim Morrison y The Doors, Iggy recuerda un concierto al que asistió de una banda conformada por mujeres llamada The Untouchable. En una entrevista de 1995 con la revista Bust, el músico afirmó:

Fuimos a Nueva York un par de meses antes solo para ver la escena, nunca habíamos estado en un lugar como ese... bajamos por Eighth Street, donde todos los jóvenes turistas pasan el rato, y allí conocimos a estas chicas de Nueva Jersey, de Princeton, que tenían una banda llamada The Untouchable. Al principio nos reímos de ellas. Nos dijeron: "Venid a nuestra casa a vernos tocar". Y tocaron para nosotros, sacudiéndose por completo y dejándonos en ridículo".

En 1968, un año después de su debut en los escenarios tocando bajo el nombre The Psychedelic Stooges, la banda firmó un contrato con Elektra Records, nuevamente siguiendo los pasos de The Doors, banda insignia de Elektra en ese momento (de acuerdo con Iggy, el guitarrista Ron Asheton llamó a Moe Howard para consultarle si la banda podía llamarse "The Stooges", a lo cual Howard respondió simplemente diciendo: "No me importa cómo se llamen, siempre que no sea The Three Stooges"). Iggy contó dicha historia en el documental de 2016 Gimme Danger. El primer álbum de The Stooges, titulado de manera homónima, fue producido por John Cale en la ciudad de Nueva York en 1969. Tanto el debut como Fun House, producido por Don Gallucci en Los Ángeles en 1970, obtuvieron escasas ventas. Aunque Fun House no fue bien recibido en su momento, años después fue ubicado en la posición n.º 191 en la lista de los 500 mejores álbumes de la historia publicada por la revista Rolling Stone en 2003. Poco después de que se unieran a la banda nuevos músicos, la adicción a la heroína de Iggy ocasionó una breve ruptura de la agrupación.

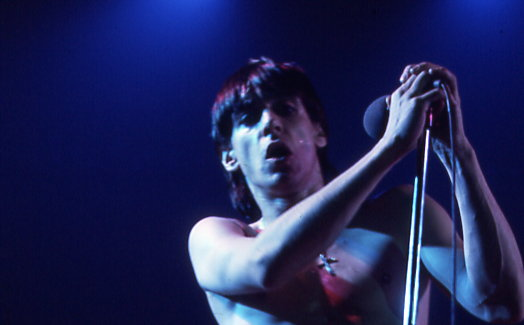
Iggy en un concierto en Toronto, 1977.

En 1971, sin un contrato discográfico, la banda siguió tocando en pequeños clubes como un quinteto que incluía a Ron Asheton y a James Williamson como guitarristas y a Jimmy Recca como bajista. Dave Alexander había sido despedido por Iggy un año atrás por sus problemas con el alcohol (Alexander falleció en 1975). Ese mismo año Iggy y el popular cantante británico David Bowie se reunieron en un restaurante en Nueva York. La carrera de Iggy recibió un impulso cuando Bowie decidió producir en 1972 un álbum con el músico en Inglaterra. Con James Williamson registrado como guitarrista, comenzó la búsqueda de una sección rítmica. Al no encontrar a los músicos adecuados en el país británico, decidieron volver a unir a los Stooges. Ron Asheton se movió a regañadientes de la guitarra al bajo. Las sesiones de grabación produjeron el álbum Raw Power, un disco cargado de referencias sexuales y letras provocadoras. Tras su lanzamiento, Scott Thurston fue agregado a la banda en los teclados y Bowie continuó brindando su apoyo, pero el problema de drogas de Iggy persistió.
El disco incluyó el clásico "Search and Destroy", posiblemente una de las canciones más populares del grupo en toda su carrera. Raw Power no estuvo exento de problemas y polémicas desde su gestación: la portada fue escogida por Tony DeFries (mánager de Bowie), y la mezcla se hizo en Los Ángeles, lejos del alcance de Iggy, quien proyectaba para el álbum un sonido más crudo del que finalmente resultó. Ello provocó una polémica que durante años marcó la historia del álbum, que circuló en forma de bootleg o disco pirata, una versión titulada Rough Power, con las mezclas personales de Iggy. En 1997, a través del sello Sony Music, se publicó una versión remezclada personalmente por Iggy Pop que representaba su visión sobre cómo debería haber sonado el disco en su día, dándole una mayor presencia a las guitarras y a la batería, en busca de un sonido más agresivo. La nueva remezcla despertó tanto adhesiones incondicionales como rechazos entre sus seguidores. El último concierto de The Stooges en 1974 terminó en una pelea entre la banda y un grupo de motociclistas, documentada en el álbum en vivo Metallic K.O.

### Bowie y Berlín: 1976-1978

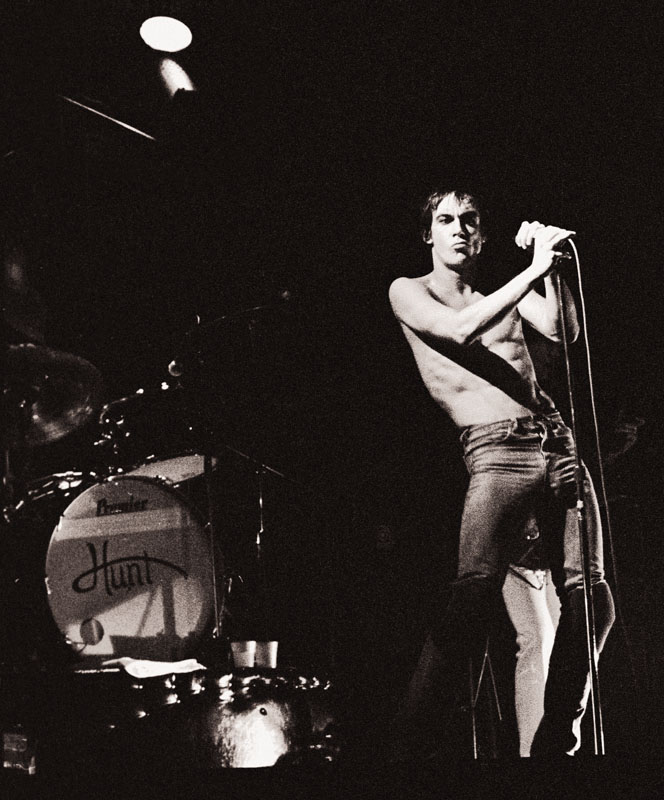
Iggy Pop en 1977.

Tras la segunda ruptura de The Stooges, Iggy grabó material con el guitarrista James Williamson, que no fue publicado hasta 1977 en el álbum Kill City. El disco incluiría además canciones inéditas que formaron parte del repertorio de los Stooges, como "I Got Nothin'" y orientaría su sonido hacia un estilo similar al de The Rolling Stones. Las letras del disco hablan de decadencia, vicio y desesperación, como se puede apreciar en una de las líneas de la canción homónima: Til you wind up in some bathroom, overdosed and on your knees (Hasta que acabes en algún váter, con sobredosis y de rodillas). Este disco, a pesar de ser un trabajo acreditado a Iggy y Williamson, es a menudo considerado como un disco de The Stooges, por contener parte del material que formaba su repertorio y gran parte de la esencia de la banda.
En ese momento, Iggy no era capaz de controlar su adicción a las drogas, por lo que se internó en un hospital mental para tratar de limpiar su organismo. Uno de sus pocos visitantes era David Bowie, que continuó apoyando al músico incondicionalmente. En 1976, Bowie incluyó a Iggy en su gira Station to Station. Esta fue la primera experiencia del músico en una gira organizada de manera profesional. El 21 de marzo de 1976 ambos músicos fueron arrestados por posesión de marihuana en Rochester, Nueva York, aunque los cargos fueron finalmente retirados.
Iggy y Bowie se trasladaron a la ciudad de Berlín para liberarse de sus respectivas adicciones a las drogas. En 1977 Iggy Pop firmó un contrato con RCA Records y Bowie le ayudó a producir los discos The Idiot y Lust for Life, los álbumes más aclamados del artista en su etapa como solista. En este último se incluyó la canción "The Passenger", una de las más reconocidas en la carrera del músico. En Lust for Life colaboraron los hermanos músicos Hunt y Tony Fox Sales, hijos del comediante Soupy Sales, en la batería y el bajo respectivamente. Entre las canciones que Bowie e Iggy escribieron juntos en esa época figuran "China Girl", "Tonight" y "Sister Midnight", grabadas por David Bowie años después e incluidas en sus álbumes de estudio. El músico británico también tocó los teclados en algunas presentaciones de Iggy, registradas en el álbum TV Eye Live en 1978. En compensación, Iggy Pop aportó algunos coros en el disco Low de Bowie.

### Arista Records: 1979–1981

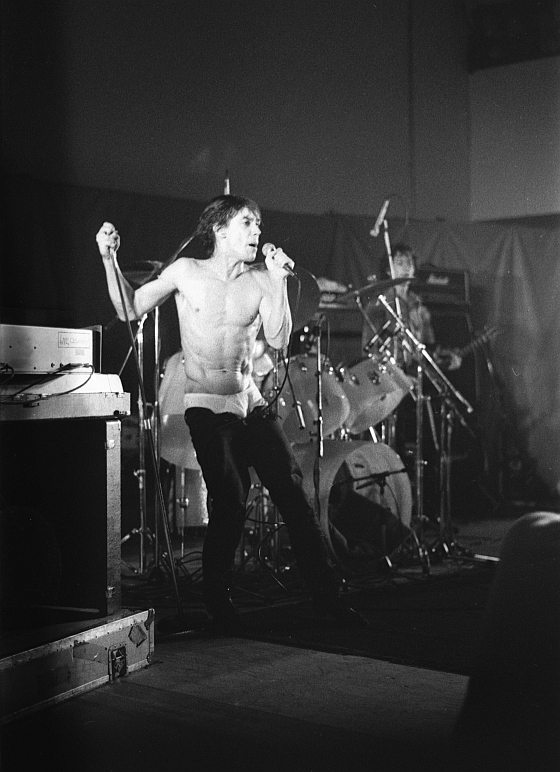
Iggy Pop, Cardiff, 1979.

El músico expresó su disgusto con RCA, admitiendo años después que hicieron TV Eye Live simplemente para cumplir el contrato de tres álbumes con esa disquera. Firmó más tarde con Arista Records, sello bajo el cual publicó New Values en 1979. El disco contó con la colaboración de James Williamson en la producción y de Scott Thurston en la guitarra y los teclados. Este hecho le dio al disco un sonido similar al característico estilo Stooges. Aunque muchos fanáticos del músico alabaron el álbum (algunos incluso prefiriéndolo sobre el material grabado con Bowie), New Values no logró figurar en las listas de éxitos en los Estados Unidos. Consiguió cierta repercusión en Australia y Nueva Zelanda y realizó una gira promocional en Oceanía.
Estando en Melbourne, el músico hizo una aparición en el programa de televisión musical Countdown. Durante su interpretación de "I'm Bored", Iggy Pop no hizo ningún intento por ocultar el hecho de que estaba haciendo lip-sync, e incluso trató de atrapar a las adolescentes en el público. También fue entrevistado por la presentadora Molly Meldrum, un intercambio que con frecuencia era interrumpido por el cantante que saltaba y se sentaba en su silla y hacía fuertes exclamaciones en un falso acento australiano. Su aparición en el programa generalmente se considera uno de los aspectos más destacados de la historia del mismo y cimentó su popularidad entre los fanáticos del punk australianos. En su visita a Nueva Zelanda, Iggy Pop grabó un vídeo musical para "I'm Bored".
Durante la grabación de Soldier (1980), Iggy Pop y David Bowie discutieron con Williamson por varios aspectos del proyecto. Williamson afirmó años después: "No estaba contento con una serie de aspectos de ese disco, incluida la banda, el material y las instalaciones de grabación. Así que no estaba contento en general y ellos tampoco". Williamson finalmente abandonó el proyecto. Bowie apareció en la canción "Play it Safe", realizando los coros con el grupo Simple Minds. El disco y su continuación, Party (1981) no lograron las ventas esperadas, lo que ocasionó que Iggy Pop fuera despedido de Arista. Su adicción a las drogas volvió a hacerse presente, con variables momentos de intensidad.

### Década de 1980

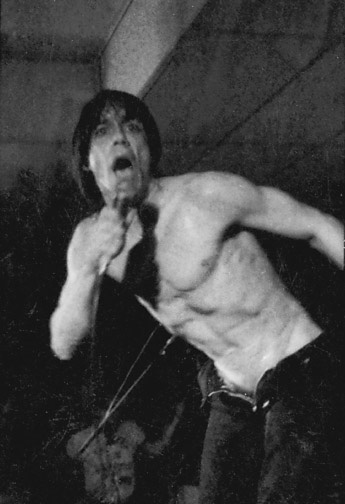
Iggy Pop en 1980.

En 1980 fue publicada la autobiografía I Need More, coescrita con Anne Wehner. El libro, que incluye una selección de fotografías en blanco y negro, presentó un prólogo escrito por el artista Andy Warhol. Warhol confesó en su escrito que conoció a Iggy cuando usaba el nombre de Jim Osterberg en el Festival de Cine de Ann Arbor en 1966. "No comprendo por qué no ha podido llegar a ser una verdadera estrella", comentó Warhol. "Es demasiado bueno".
A principios de los 80, según explica él mismo, se le ofreció entrar a formar parte de AC/DC como vocalista para sustituir al fallecido Bon Scott, pero rechazó la oferta por no encajar con su estilo.
El álbum de 1982 Zombie Birdhouse, publicado por el sello Animal de Chris Stein, no pudo obtener una mayor repercusión que los álbumes publicados por Arista, pero de nuevo, en 1983, la suerte de Iggy Pop cambió cuando David Bowie grabó una versión de la canción "China Girl". La canción, originalmente del disco The Idiot, fue una de las canciones más destacadas del álbum Let's Dance de Bowie. Como uno de los escritores de la canción, Iggy recibió una buena suma a modo de regalías. En el álbum Tonight de 1984 Bowie grabó otras cinco canciones coescritas con Iggy (dos de Lust for Life, una de New Values y dos canciones nuevas), asegurándole una tranquilidad financiera a Iggy, al menos por un tiempo. La ayuda de Bowie le permitió al músico tomarse un descanso de tres años, durante los cuales superó su resurgente adicción a la heroína y tomó clases de actuación.
En 1984 el músico inició una práctica que se haría costumbre a lo largo de su carrera, aportar canciones para bandas sonoras. La canción oficial para la película de 1984 Repo Man (con Steve Jones de los Sex Pistols en la guitarra, Nigel Harrison y Clem Burke de Blondie en el bajo y la batería respectivamente) y una canción instrumental llamada "Repo Man Theme", fueron incluidas en la banda sonora de la misma.
En 1985 Iggy grabó algunos demos con Jones. Se los presentó a Bowie, quien quedó lo suficientemente impresionado para ofrecerse como productor de un nuevo álbum de Iggy Pop, Blah-Blah-Blah de 1986. En el disco, fuertemente influenciado por el movimiento new wave, se incluyó el sencillo "Real Wild Child", un cover de la canción "The Wild One" originalmente compuesta e interpretada por el músico australiano Johnny O'Keefe en 1958. El sencillo se convirtió en un Top 10 en el Reino Unido y logró repercusión a nivel mundial, especialmente en Australia, donde ha sido usado desde 1987 como la canción oficial del programa de televisión Rage. Blah-Blah-Blah fue el álbum más exitoso de Iggy en los Estados Unidos desde The Idiot en 1977, escalando a la posición n.º 75 en la lista Billboard 200.

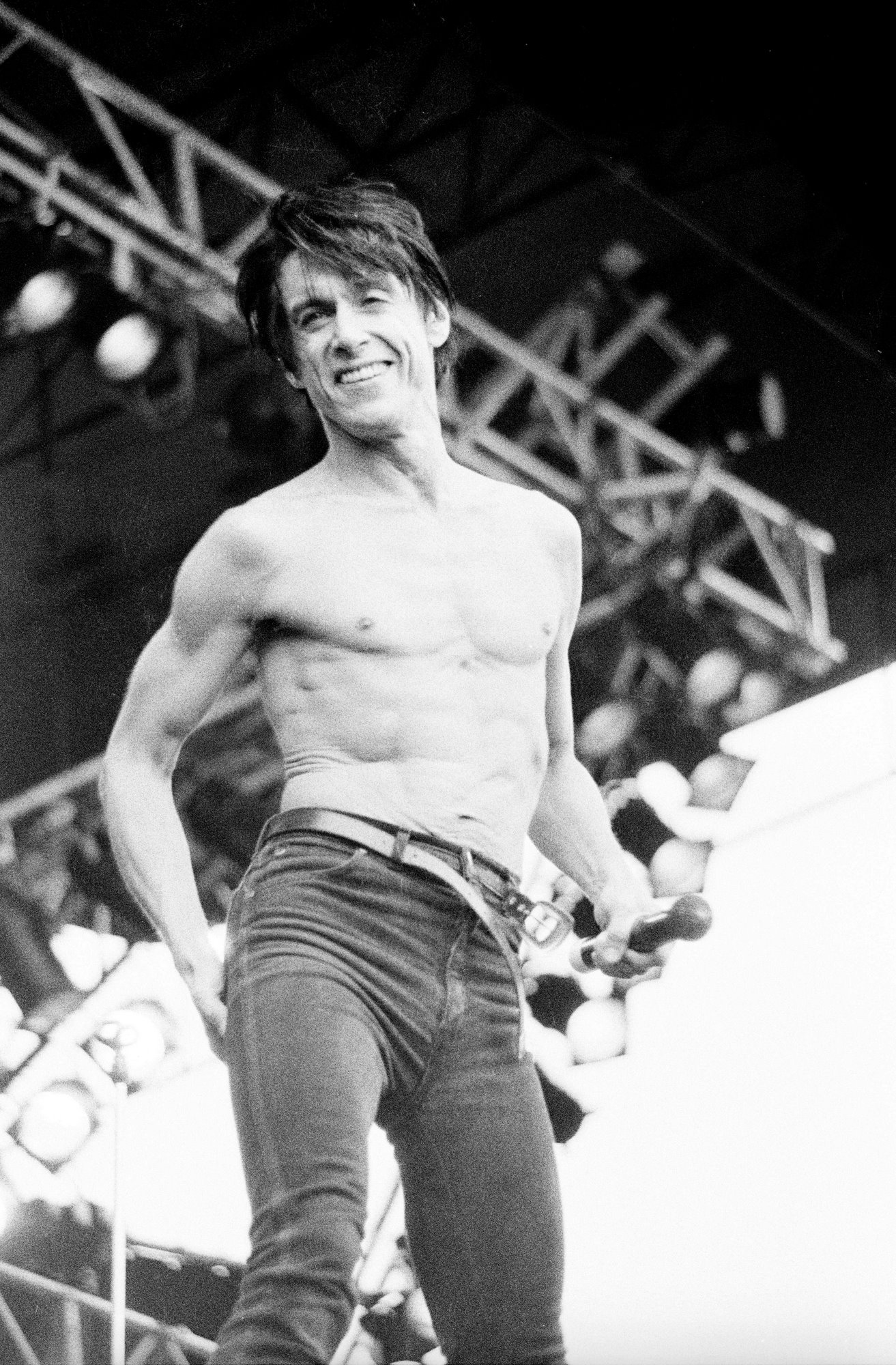
Iggy Pop en el Pinkpop Festival en 1987.

También en 1985, Iggy Pop y Lou Reed aportaron sus voces para la película musical animada Rock & Rule. Iggy interpretó la canción "Pain & Suffering" en la secuencia final de la cinta.
En 1987 el músico apareció como invitado especial junto a Bootsy Collins en el álbum del compositor japonés Ryuichi Sakamoto Neo Geo. El vídeo musical de la canción "Risky", escrito y dirigido por Meiert Avis, ganó el primer premio MTV Breakthrough Video. El innovador vídeo explora las ideas plasmadas en el libro Nostalgia for the Future del filósofo belga FM-2030 en la forma de una historia de amor imaginaria entre un robot y uno de los modelos del artista Man Ray en París a fines de la década de 1930. Se obtuvo inspiración adicional de Jean Baudrillard, de la pintura de 1894 de Edvard Munch Puberty y del ensayo Death of the Author de Roland Barthes. El surrealista vídeo en blanco y negro usa las técnicas de stop motion, pintura de luz y otras técnicas de efectos retro. Meiert Avis obtuvo algunas imágenes de Sakamoto mientras trabajaba en la banda sonora de The Last Emperor en Londres. Sakamoto también aparece en el vídeo pintando palabras y mensajes a una cámara de obturador abierta. Iggy Pop, quien interpreta las voces en "Risky", optó por no aparecer en el vídeo, permitiendo que su espacio de actuación fuera ocupado por un robot.
Instinct, álbum de 1988 donde la guitarra fue ejecutada por Steve Jones, músico de la formación original de los Sex Pistols, representó un cambio en la dirección musical. Su sonido se inclinó aún más hacia el estilo de los Stooges que ninguno de sus álbumes en solitario hasta la fecha. Su sello discográfico lo abandonó, pero el programa de radio King Biscuit Flower Hour grabó la gira de Instinct (presentando a Andy McCoy en la guitarra y a Alvin Gibbs en el bajo) en Boston el 19 de julio de 1988. Trabajando con el abogado Stann Findelle, Iggy nuevamente aportó algunas de sus canciones para bandas sonoras: "Living on the Edge of the Night" se usó en la película de Ridley Scott Black Rain y "Love Transfusion", una canción escrita originalmente por Alice Cooper y Desmond Child, fue usada en la cinta de terror Wes Craven's Shocker.

### Década de 1990: el retorno alrock
En 1990 publicó Brick by Brick, álbum producido por Don Was. El disco contó con la colaboración de los miembros de Guns N' Roses, Slash y Duff McKagan, que aparecieron en el vídeoclip de "Home", una canción que se convertiría en uno de los grandes éxitos de Iggy junto con el hit "Candy", un medio tiempo melódico cargado de dramatismo en el que el músico canta a dúo con la vocalista de B-52's, Kate Pierson. "Main Street Eyes", "I Won't Crap Out" y "The Undefeated" son otras canciones recordadas de este álbum, que supondría un acercamiento al rock americano más tradicional y una profundización a nivel lírico y compositivo de un Iggy más maduro y reflexivo, emulando a los cronistas sociales del rock estadounidense como John Hiatt, músico del cual se incluiría una composición, el tema "Something Wild". El álbum fue su primer disco de oro en los Estados Unidos (denotando ventas de alrededor de 500.000 copias).

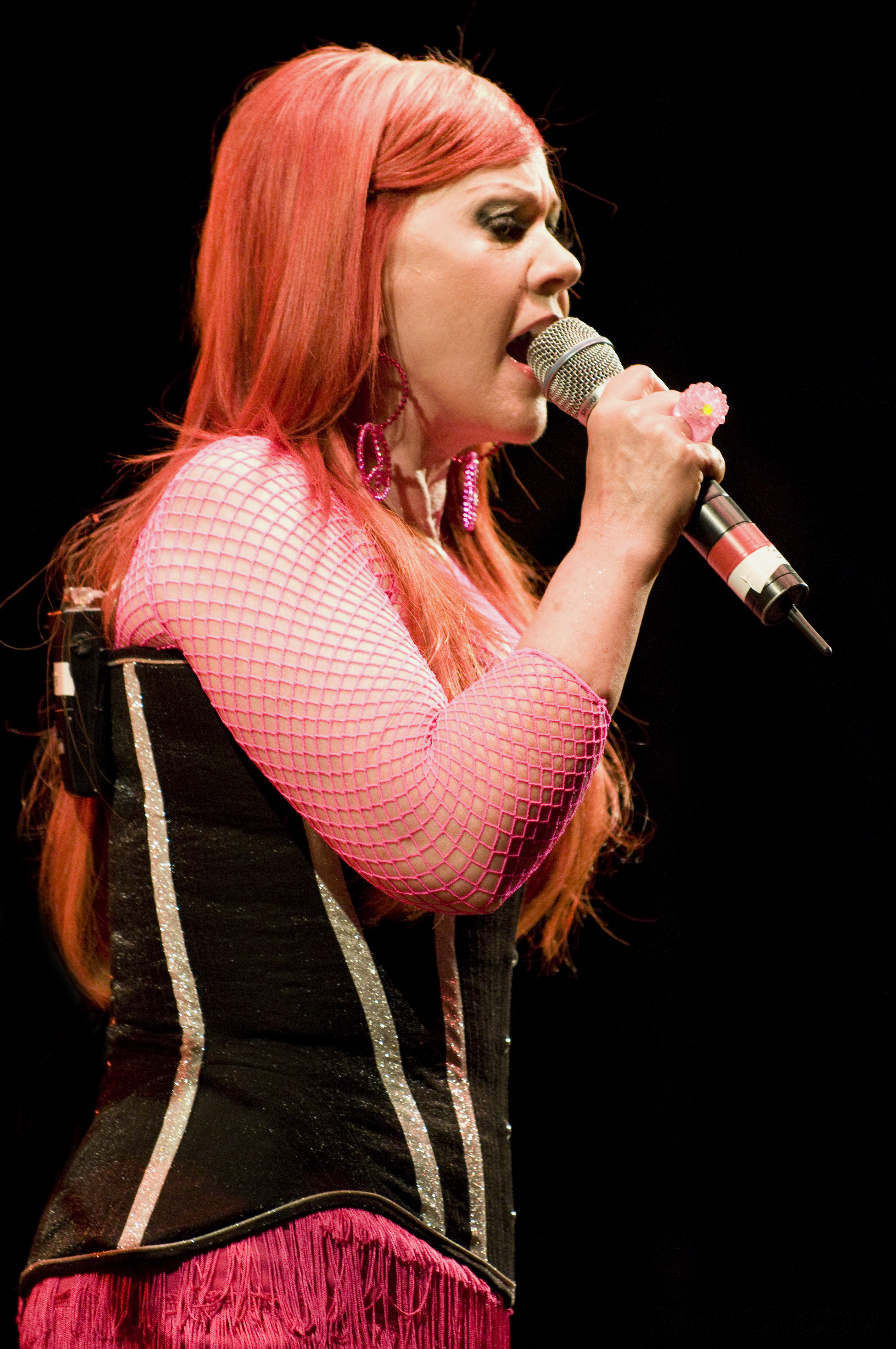
Kate Pierson con Iggy en la canción "Candy" logró ingresar al Top 40 en las listas de éxitos de los Estados Unidos.

También en 1990, Iggy Pop interpretó el papel de "El Fiscal" para la ópera multimedia de John Moran The Manson Family. Ese mismo año contribuyó con la Organización Red Hot en el proyecto Red Hot + Blue, cantando una versión de la canción "Well Did You Evah!" a dueto con Deborah Harry de Blondie.
En 1991, Iggy y el guitarrista Whitey Kirst aportaron la canción "Why Was I Born (Freddy's Dead)" para la banda sonora de la película de terror Freddy's Dead: The Final Nightmare. La canción se puede escuchar en los créditos finales de la cinta, con un compilado de clips de la serie fílmica de A Nightmare on Elm Street. En 1992 colaboró con Goran Bregović en la banda sonora de la película El sueño de Arizona del director Emir Kusturica. Iggy cantó cuatro de las canciones: "In the Deathcar", "TV Screen", "Get the Money" y "This is a Film". El mismo año colaboró con la banda de metal industrial White Zombie grabando su voz en la introducción y finalización del tema "Black Sunshine" y apareciendo en su respectivo vídeoclip. En las líneas escritas del álbum La Sexorcisto: Devil Music Volume One se le dedica un agradecimiento especial al músico.
En 1993 publicó American Caesar, incluyendo dos exitosos sencillos, "Wild America" y "Beside You". El año siguiente contribuyó en el álbum del guitarrista Buckethead Giant Robot, específicamente en las canciones "Buckethead's Toy Store" y "Post Office Buddy". También apareció en el álbum del grupo francés Les Rita Mitsouko Système D donde canta a dúo la canción "My Love is Bad" con Catherine Ringer.
En 1996 vio nuevamente a Iggy en su apogeo cuando su canción de 1977 "Lust for Life" fue incluida en la exitosa película de Danny Boyle Trainspotting. Fue grabado un nuevo vídeo para la canción, utilizando clips de la película e imágenes de Iggy bailando con uno de los protagonistas, Ewen Bremner. Un concierto de Iggy Pop también fue usado como argumento en la película. Ese mismo año fue publicado el álbum Naughty Little Doggie con Whitey Kirst como guitarrista, y el sencillo "I Wanna Live". En 1997 el músico realizó una remezcla del clásico Raw Power para darle un sonido más directo y agresivo, ya que muchos fanáticos encontraron el sonido del lanzamiento original algo "ligero". En la segunda mitad de la década de 1990, Iggy realizó algunas colaboraciones con otros artistas, cerrando la década con el lanzamiento del disco Avenue B en 1999, nuevamente con Whitey Kirst en la guitarra y con la producción de Don Was.

### Reunión de The Stooges: 2001-2010
El músico publicó Beat 'Em Up en 2001, un trabajo que se acercaba ligeramente al nu metal, aunque con un enfoque más crudo, en algunos de sus arreglos, apartándose de los clásicos patrones en los que se venía moviendo su sonido. En su trabajo de 2003, Skull Ring, colabora con Sum 41, Peaches, Green Day y los hermanos Asheton, en lo que en la práctica supuso la reunión de los Stooges, que interpretaron varias canciones del disco, como "Little Electric Chair".

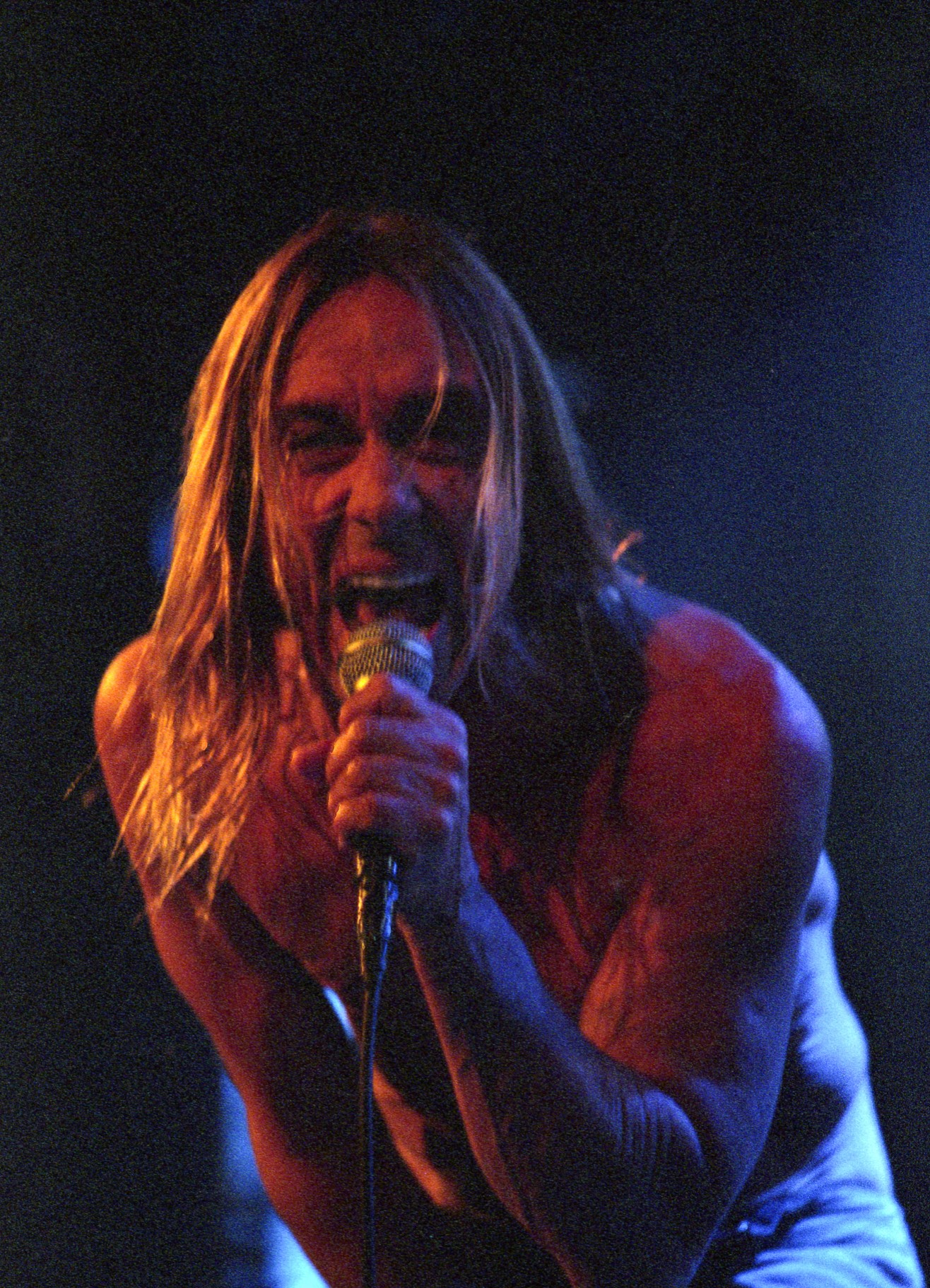
Iggy con The Stooges en 2005.

También en 2003, la primera biografía no autorizada del artista vio la luz. Gimme Danger – The Story of Iggy Pop fue escrita por Joe Ambrose, aunque Iggy no colaboró en la biografía ni la avaló públicamente. Tras disfrutar su reunión con los Asheton en Skull Ring, Iggy Pop reformó The Stooges con el bajista Mike Watt en el puesto del fallecido Dave Alexander y con el saxofonista Steve Mackay retornando a la formación. Ese año, el músico abrió el concierto en Dublín de la gira Re-invention de Madonna, primera colaboración de muchas que han tenido ambos músicos a lo largo de sus carreras.
The Stooges se presentaron en el Festival de Glastonbury en junio de 2007. Incluyeron en su set material del álbum The Weirdness de 2007 y canciones clásicas como "No Fun" y "I Wanna Be Your Dog". Iggy causó cierta controversia en junio de 2007 cuando fue entrevistado en el cubrimiento de la BBC del festival. El músico usó la frase despectiva "paki shop", aparentemente sin darse cuenta de sus connotaciones raciales, provocó varias quejas y una disculpa publicada por la BBC.
El 10 de marzo de 2008 Iggy Pop hizo parte de la presentación de Madonna en el Salón de la Fama del Rock and Roll en el hotel Waldorf Astoria de Nueva York. Con The Stooges interpretó a su manera dos éxitos de la cantante ("Burning Up" y "Ray of Light"). Antes de abandonar el escenario cerro con la frase: "Me haces sentir brillante y nuevo, como una virgen tocada por primera vez", línea de la exitosa canción de Madonna "Like a Virgin". Según el guitarrista Ron Asheton, Madonna le pidió a The Stooges que tocaran en su lugar como una protesta hacia el propio Salón de la Fama por no incluir a The Stooges tras participar en seis nominaciones.
El 6 de enero de 2009, el guitarrista Ron Asheton fue encontrado muerto a causa de un aparente ataque al corazón a los 60 años de edad. El mismo año James Williamson regresó a la banda tras 29 años de alejamiento. El 15 de diciembre de 2009 se anunció que The Stooges finalmente ingresarían en el Salón de la Fama del Rock and Roll el 15 de marzo de 2010. Iggy Pop estuvo, en sus propias palabras, "alrededor de dos horas con una fuerte reacción emocional" ante la noticia, debido principalmente a las numerosas nominaciones sin éxito que había tenido que soportar con la banda.

### Nuevo milenio y actualidad

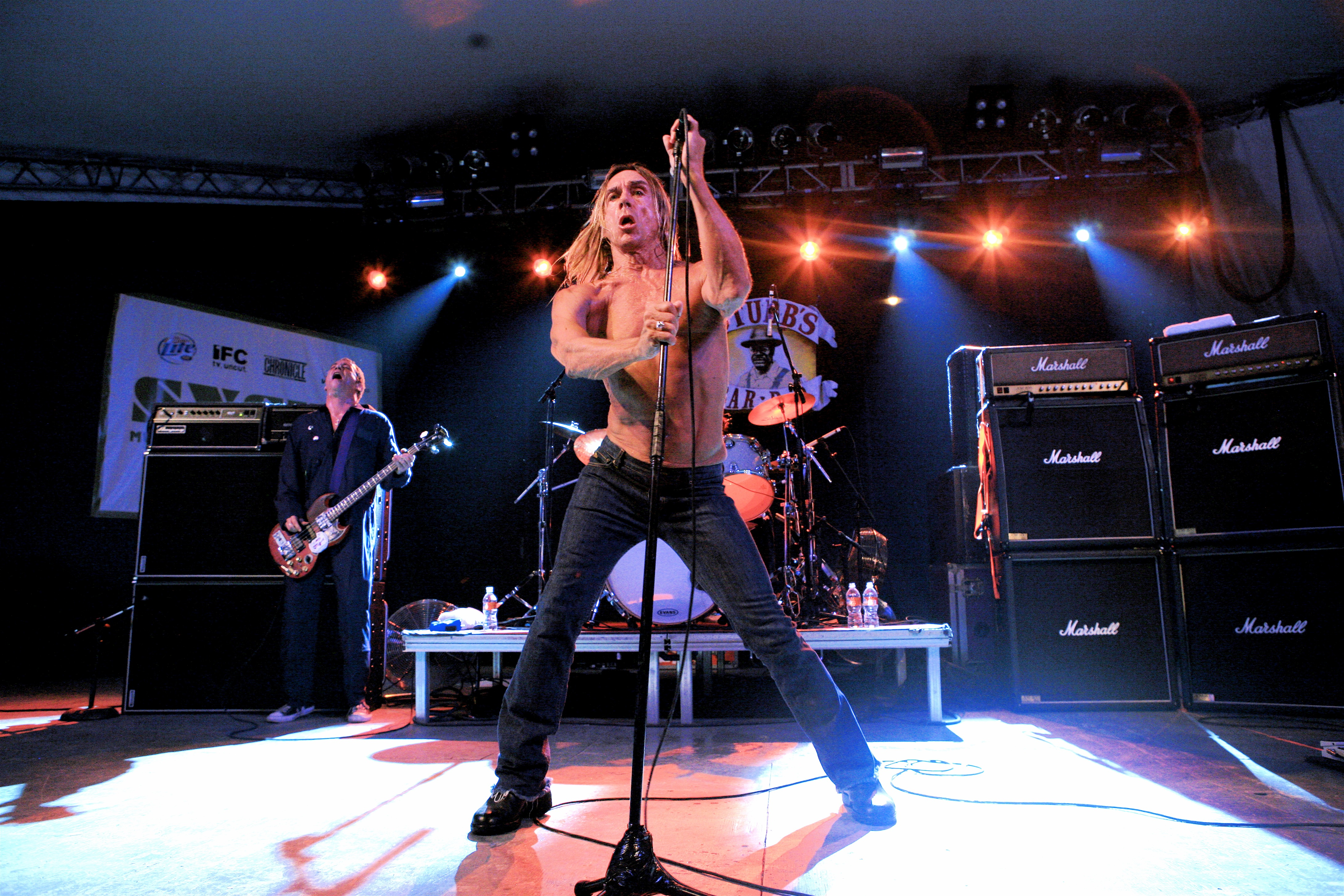
Iggy Pop en 2007.

En 2005, Iggy Pop apareció, junto con Madonna, Little Richard y Bootsy Collins en un comercial de televisión para el teléfono móvil Motorola ROKR. A comienzos de 2006, Iggy y The Stooges tocaron en Oceanía y empezaron a trabajar en un nuevo álbum, The Weirdness, grabado por Steve Albini y publicado en marzo de 2007. En agosto de 2006 la banda tocó en el Festival Lowlands en Holanda, en Hodokvas en Eslovaquia y en el Festival de Sziget en Budapest. El autor Paul Trynka finalizó una biografía de Iggy Pop (con su autorización) titulada Open Up and Bleed y publicada a comienzos de 2007. Iggy fue uno de los artistas invitados en el álbum Profanation de la banda Praxis, publicado el 1 de enero de 2008.
El decimoquinto álbum de estudio como solista de Iggy, Préliminaires, fue publicado el 2 de junio de 2009. Inspirado en una novela del autor francés Michel Houellebecq llamada La Possibilité d'une île, Iggy Pop colaboró en la banda sonora de un documental sobre el trabajo de Houellebcq y sus intentos de llevar al cine la historia de su novela. El músico describió el disco como un "álbum más calmado con algunos toques de jazz". El primer sencillo del álbum, "King of the Dogs", presentó un sonido con influencias de jazzistas como Louis Armstrong y Jelly Roll Morton. Iggy Pop afirmó que la canción fue su respuesta por estar "cansado de escuchar idiotas con guitarras tocando música horrible".

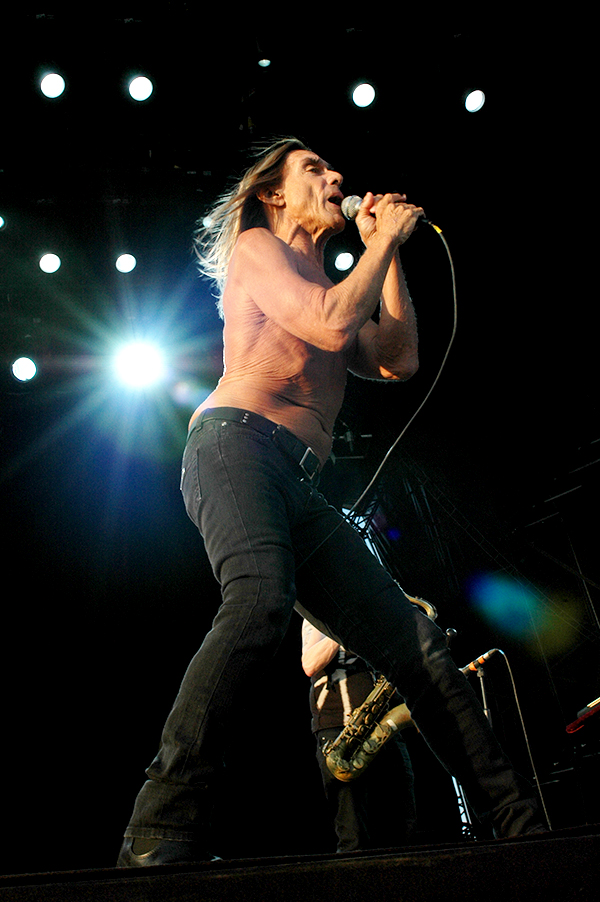
Iggy Pop en el Festival Hop Farm, julio de 2011.

En enero de 2009 el músico participó en una campaña publicitaria para la compañía de seguros británica Swiftcover. Sin embargo el anuncio fue prohibido por la Autoridad de Estándares Publicitarios el 28 de abril de 2009 por brindar falsa información. En el anuncio se mencionaba que el mismo Iggy Pop contaba con un seguro de Swiftcover cuando en ese momento las políticas de la compañía prohibían asegurar músicos.
Iggy grabó la canción "We're All Gonna Die" para Slash, el álbum en solitario del guitarrista Slash que salió al mercado en marzo de 2010. En marzo de ese mismo año el músico tuvo un accidente al arrojarse ante el público en un concierto. Iggy aseguró más adelante que no repetiría esta práctica. Sin embargo lo hizo en tres ocasiones en una presentación en Madrid el 30 de abril de 2010. En una presentación en el Hammersmith Apollo el 2 de mayo de 2010 también realizó este ejercicio. El 9 de julio de 2010 nuevamente se arrojó frente al público en Zottegem, Bélgica, golpeándose fuertemente la cabeza. En junio de 2010, Iggy Pop se presentó en Toronto con una reformada alineación de The Stooges. En 2011 colaboró con Sergio Dias de la banda Os Mutantes para la grabación del sencillo "Why?".
Iggy Pop fue la imagen en 2011 en una campaña para la PETA en contra de la caza de focas en Canadá. El 7 de abril del mismo año, con 63 años, el músico interpretó la canción "Real Wild Child" en la décima temporada del programa American Idol. Por su presentación, Los Angeles Times afirmó: "Iggy Pop sigue siendo magnético y perturbador". También colaboró con Ke$ha en la canción "Dirty Love", perteneciente al álbum Warrior de la cantante angelina. El 25 de agosto de 2013, The Stooges encabezaron el RiotFest en Toronto y Denver junto a la banda The Replacements.

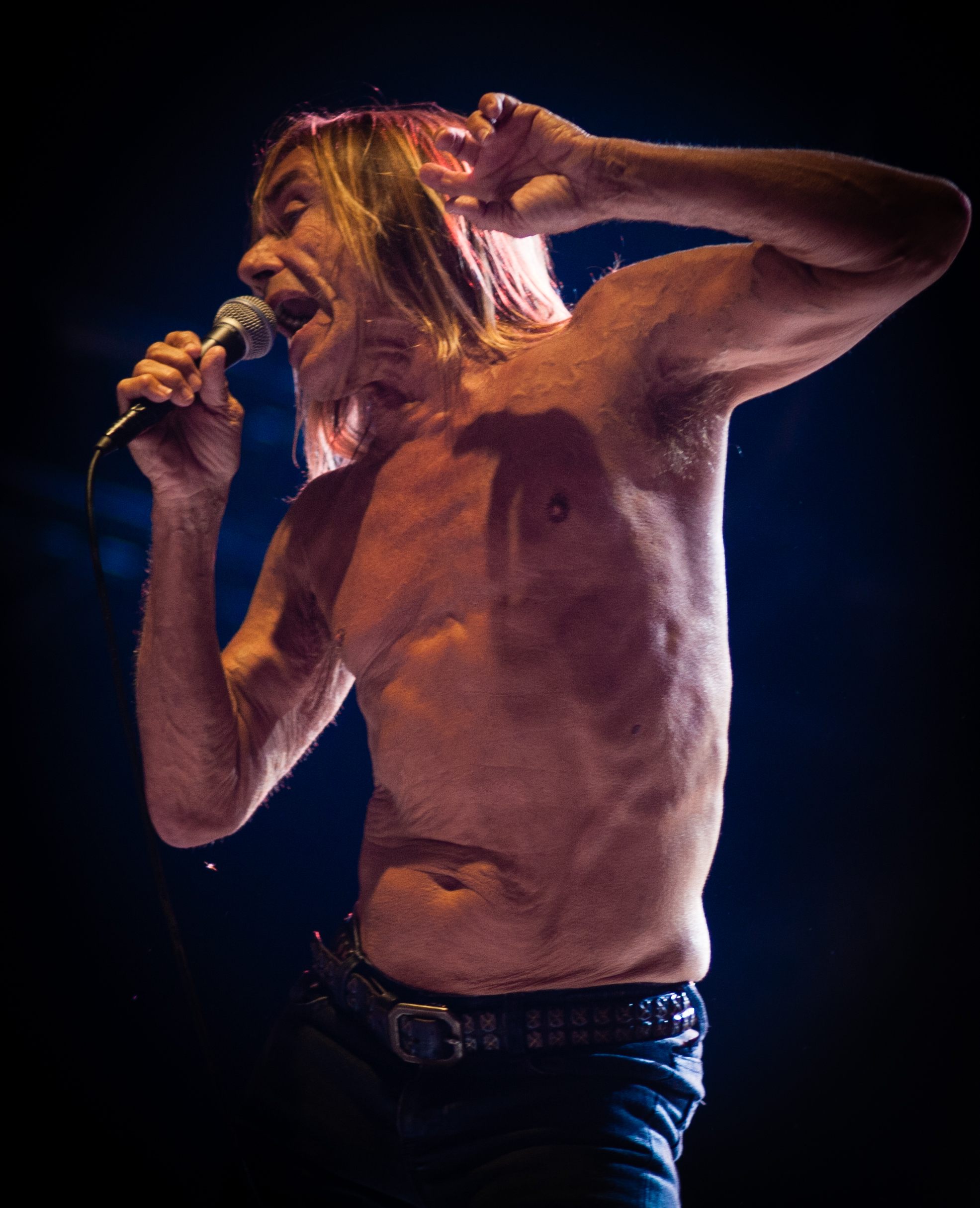
Iggy Pop con The Stooges en 2012.

En 2012 el músico fue votado en el Salón de la Fama de la Leyendas del Rock and Roll de Míchigan. El 9 de mayo de ese año fue publicado el disco Après, donde realizó algunas versiones de músicos franceses, entre otras canciones de rock clásico. El 14 de octubre del mismo año Iggy llevó a cabo la cuarta lectura en honor al músico John Peel en la ciudad de Salford, titulada "la música libre en una sociedad capitalista". Utilizó la conferencia para analizar sus experiencias en la industria de la música y sus reflexiones sobre el efecto de Internet en su consumo.
En enero de 2015 se anunció que Iggy Pop contribuyó con una canción para la película de Alex Cox Bill, the Galactic Hero. También colaboró con la agrupación New Order en la canción "Stray Dog" del álbum Music Complete publicado en septiembre del mismo año. Registró además una colaboración con Tomoyasu Hotei en las canciones "How The Cookie Crumbles" y "Walking Through The Night" del álbum Strangers, publicado ese año.
En 2016 grabó un álbum de estudio con el cantante, guitarrista y productor Josh Homme titulado Post Pop Depression. El disco fue publicado el 18 de marzo de 2016, seguido de una gira promocional. El 28 de octubre fue publicado el álbum en vivo doble Post Iggy Pop Depression: Live At The Royal Albert Hall por el sello Eagle Rock Entertainment.
El 5 de marzo de 2017 el músico interpretó la canción "T.V. Eye" con Metallica en la gira promocional del disco Hardwired... to Self-Destruct en el Foro Sol en Ciudad de México. El 27 de julio de 2018, Iggy Pop publicó un EP con la banda Underworld titulado Teatime Dub Encounters. Iggy había trabajado anteriormente con Underworld en la banda sonora de la película Trainspotting.

## Otras actividades

### Cine y televisión
Iggy ha actuado en contadas películas tanto como actor como autor de bandas sonoras. Destacan sus participaciones en películas como Cry-Baby, Sid and Nancy, El color del dinero, The Crow: City of Angels, Hardware: Programado para matar, Rugrats: la película, Snow Day, Coffee and Cigarettes, Dead Man y Persépolis. Asimismo, protagonizó una película española llamada Atolladero, dirigida por Oscar Aibar. En 2016 apareció en el documental Danny Says junto a Danny Fields, Alice Cooper, Judy Collins, Wayne Kramer y Jac Holzman, entre otros.
Ha aparecido en algunas series de televisión, incluyendo a Miami Vice, Cuentos de la cripta, Las Aventuras de Pete y Pete y Star Trek: Deep Space Nine. Además, sus canciones han aparecido en 18 bandas sonoras, incluyendo Crocodile Dundee II, Trainspotting, Lock, Stock and Two Smoking Barrels, Haggard, Arizona Dream, Repo Man; Black Rain, Freddy's Dead: The Final Nightmare, Shocker y Kurt Cobain: About a Son.

## Legado
Músicos y bandas como The Sex Pistols, The Clash, The Ramones, Nirvana, Boy George, R.E.M., Sonic Youth, Red Hot Chili Peppers, Good Charlotte, Snoop Dogg, Rage Against the Machine, Mudhoney, Marilyn Manson, Joy Division, The White Stripes, The Hives, The Vines y David Bowie, entre muchos otros, han afirmado la influencia de Iggy Pop y de la banda The Stooges en sus respectivas carreras musicales.
En la película Velvet Goldmine, Ewan McGregor interpreta a Curt Wilde, un personaje levemente basado en el estilo de Iggy Pop. McGregor interpreta las canciones de The Stooges "TV Eye" y "Gimme Danger" en la película.
En la película de 2013 CBGB, el baterista Taylor Hawkins encarna a Iggy Pop a finales de la década de 1970.
En la serie de videojuegos Super Mario Bros., el personaje de Iggy Koopa fue nombrado en honor al músico. En el videojuego Yoshi's New Island, para la plataforma Nintendo 3DS, el minijuego "Eggy Pop" ("Dale al globo" en Hispanoamérica y "Lanzahuevos" en España) también recibió su nombre en honor a Iggy.
En el manga y anime de JoJo's Bizarre Adventure: Stardust Crusaders, un perro de raza Boston Terrier llamado, Iggy también fue nombrado en honor al músico.
En 2008 y 2009 fue locutor de la emisora de radio ficticia Liberty Rock Radio 97.8 en el videojuego Grand Theft Auto: IV y su expansión Grand Theft Auto IV: The Lost and Damned respectivamente.

## Vida personal
Iggy Pop vive cerca de la Costa Atlántica, al sur de Miami, Florida. Se ha casado tres veces, con Wendy Weissberg (por algunas semanas en 1968, el matrimonio fue anulado poco tiempo después), con Suchi Asano (1984-1999), y más recientemente con Nina Alu. Tuvo un hijo, Eric Benson, nacido en 1970.
En la década de 1990, Iggy inició fuertes amistades con Johnny Depp, Jim Jarmusch y el artista del tatuaje Jonathan Shaw. Según Shaw, los cuatro usaban anillos a juego que representaban una calavera, y todos menos Iggy Pop se hicieron un tatuaje de diseño similar.

## Discografía

### Álbumes de estudio

#### Con The Iguanas
- Jumpin With (1964)

#### Con The Stooges
- The Stooges (1969)
- Fun House (1970)
- Raw Power (1973)
- The Weirdness (2007)
- Ready to Die (2013)

#### Con James Williamson
- Kill City (1977)

#### Como solista
- The Idiot (1977)
- Lust For Life (1977)
- New Values (1979)
- Soldier (1980)
- Party (1981)
- Zombie Birdhouse (1982)
- Blah Blah Blah (1986)
- Instinct (1988)
- Brick by Brick (1990)
- American Caesar (1993)
- Naughty Little Doggie (1996)
- Avenue B (1999)
- Beat 'Em Up (2001)
- Skull Ring (2003)
- Préliminaires (2009)
- Après (2012)
- Post Pop Depression (2016)
- Free (2019)
- Every Loser (2023)

## Premios y nominaciones

### Premios Grammy
Iggy Pop ha sido nominado a dos premios Grammy:
| Año            | Nominación          | Categoría                                              | Resultado  |
| Premios Grammy |                     |                                                        |            |
| 1989           | "Cold Metal"        | Mejor interpretación vocal o instrumental de hard rock | Nominación |
| 2017           | Post Pop Depression | Mejor álbum de música alternativa                      | Nominación |

### Premios Globo de Oro
En 2017 Iggy Pop fue nominado junto con Brian "Danger Mouse" Burton a un premio Globo de Oro por su canción "Gold", usada en la película de Stephen Gaghan Gold.

### Órdenes conferidas
En 2017, poco tiempo después de su cumpleaños setenta, Iggy Pop fue nombrado Comandante de la Orden de las Artes y las Letras por el cónsul general francés en Miami en nombre del gobierno francés.